# Championnat du Venezuela de football 1982
Navigation
Saison 1981 Saison 1983
La saison 1982 du championnat du Venezuela de football est la vingt-sixième édition du championnat de première division professionnelle au Venezuela et la soixante-deuxième saison du championnat national.
Le championnat est disputé en deux phases :
- lors de la première, les équipes s'affrontent deux fois, à domicile et à l'extérieur. Les six premiers du classement à l'issue de cette phase se qualifient pour la phase suivante. Les deux derniers sont relégués et remplacés par le meilleur club de Segunda A, la deuxième division vénézuélienne.
- la seconde phase est la Liguilla proprement dite, où les six qualifiés s'affrontent à nouveau deux fois, à domicile et à l'extérieur. Le club en tête à l'issue de cette phase est déclaré champion et se qualifie pour la Copa Libertadores 1983 en compagnie de son dauphin.

C'est l'Atlético San Cristóbal, club créé cette année, qui remporte la compétition, après avoir terminé en tête de la Liguilla, avec un seul point d'avance sur le tenant du titre, le Deportivo Táchira et l'ULA Mérida. C'est le tout premier titre de champion du Venezuela de l'histoire du club.

## Les clubs participants
| - Deportivo Portugués - Deportivo Tachira - Deportivo Italia - Portuguesa FC - Atlético Zamora - Petroleros del Zulia - Promu de Segunda A | - Deportivo Galicia - Atlético San Cristóbal - Promu de Segunda A - Estudiantes de Mérida - Valencia FC - UD Lara - ULA Mérida |

## Compétition
Le barème utilisé pour établir les différents classements est le suivant :
- Victoire : 2 points
- Match nul : 1 point
- Défaite : 0 point

### Première phase
| Rang | Équipe                  | Pts | J  | G  | N  | P  | Bp | Bc | Diff |
| ---- | ----------------------- | --- | -- | -- | -- | -- | -- | -- | ---- |
| 1    | ULA Mérida              | 29  | 22 | 12 | 5  | 5  | 29 | 13 | +16  |
| 2    | Estudiantes de Mérida   | 28  | 22 | 11 | 6  | 5  | 37 | 21 | +16  |
| 3    | Atlético San CristóbalP | 27  | 22 | 9  | 9  | 4  | 23 | 14 | +9   |
| 4    | Deportivo TáchiraTC     | 26  | 22 | 9  | 8  | 5  | 33 | 21 | +12  |
| 5    | Deportivo Italia        | 24  | 22 | 6  | 12 | 4  | 19 | 15 | +4   |
| 6    | Portuguesa FC           | 24  | 22 | 8  | 8  | 6  | 26 | 28 | -2   |
| 7    | Deportivo Galicia       | 24  | 22 | 6  | 12 | 4  | 17 | 20 | -3   |
| 8    | Petroleros del ZuliaP   | 21  | 22 | 7  | 7  | 8  | 26 | 29 | -3   |
| 9    | Deportivo Lara          | 20  | 22 | 5  | 10 | 7  | 17 | 23 | -6   |
| 10   | Atlético Zamora         | 16  | 22 | 4  | 8  | 10 | 21 | 26 | -5   |
| 11   | Deportivo Portugués     | 13  | 22 | 4  | 5  | 13 | 16 | 36 | -20  |
| 12   | Valencia FC             | 12  | 22 | 2  | 8  | 12 | 8  | 26 | -18  |

|  | Qualification pour la Liguilla                                                    |
|  | Relégation en Segunda A                                                           |
|  | T : Tenant du titre C : Vainqueur de la Coupe du Venezuela P : Promu de Segunda A |

### Liguilla
| Rang | Équipe                   | Pts | J  | G | N | P | Bp | Bc | Diff |
| ---- | ------------------------ | --- | -- | - | - | - | -- | -- | ---- |
| 1    | Atlético San Cristóbal P | 12  | 10 | 3 | 6 | 1 | 9  | 9  | 0    |
| 2    | Deportivo TáchiraTC      | 11  | 10 | 3 | 5 | 2 | 9  | 6  | +3   |
| 3    | ULA Mérida               | 11  | 10 | 4 | 3 | 3 | 9  | 9  | 0    |
| 4    | Portuguesa FC            | 10  | 10 | 2 | 6 | 2 | 10 | 11 | -1   |
| 5    | Estudiantes de Mérida    | 8   | 10 | 3 | 2 | 5 | 14 | 12 | +2   |
| 6    | Deportivo Italia         | 8   | 10 | 2 | 4 | 4 | 6  | 10 | -4   |

|  | Qualification pour la Copa Libertadores 1983                                      |
|  | T : Tenant du titre C : Vainqueur de la Coupe du Venezuela P : Promu de Segunda A |

## Bilan de la saison
| Championnat du Venezuela de football 1982 |                                    |
| Champion                                  | Atlético San Cristóbal (1er titre) |
| Coupes et trophées                        |                                    |
| Vainqueur de la Coupe du Venezuela 1982   | Deportivo Táchira                  |
| Qualifications continentales              |                                    |
| Copa Libertadores 1983                    | Atlético San Cristóbal             |
| Copa Libertadores 1983                    | Deportivo Táchira                  |
| Promotions et relégations                 |                                    |
| Promus en Primera División                | Mineros de Guayana                 |
| Relégués en Segunda A                     | Valencia FC                        |
| Relégués en Segunda A                     | Deportivo Portugués                |